# Wolfgang Siebert
Wolfgang Hans Werner Siebert (* 11. April 1905 in Meseritz; † 25. November 1959 in Heidelberg) war ein deutscher Rechtswissenschaftler und Hochschullehrer. Er gehörte der im Nationalsozialismus bedeutsamen Kieler Schule an.

## Biografie
Siebert war Sohn eines Landgerichtsdirektors und einer Pfarrerstochter. Nach dem Abitur in Danzig studierte er ab 1923 Rechtswissenschaften in München und Halle, legte die juristischen Staatsexamina ab und promovierte und habilitierte sich schließlich 1932 in Halle. Während seines Studiums wurde er Mitglied der Sängerschaft Ascania Halle. Er legte 1926 die erste und 1930 die zweite Staatsprüfung ab. 1927 wurde er in Halle mit einer Dissertation über den strafrechtlichen Besitzbegriff promoviert. 1932 erhielt er die Venia Legendi ebenfalls in Halle. Er heiratete die Tochter eines späteren Senatspräsidenten am OLG Breslau und bekam drei Töchter und einen Sohn.:S. 98
Siebert gehörte dem Stab der Reichsjugendführung an und hatte selbst den Rang eines Bannführers in der Hitler-Jugend inne. Am 1. Mai 1933 trat er der NSDAP bei (Mitgliedsnummer 2.255.445).
Er wurde im April 1935 außerordentlicher Professor für Privatrecht und Arbeitsrecht an der Universität Kiel und wurde stellvertretender Leiter des Jugendrechtsausschusses in der Akademie für Deutsches Recht. Er widmete sich mit besonderem Eifer der nationalsozialistischen Umgestaltung des Arbeitsrechts.:S. 99 Er vertrat die Ansicht, dass gegenüber Entscheidungen Adolf Hitlers, die in Gesetzes- oder Verordnungsform gekleidet waren, kein richterliches Prüfungsrecht bestehen könne. Dasselbe gelte für das Programm der NSDAP: „Das nationalsozialistische Parteiprogramm ist die allgemeinverbindliche Rechtsgrundlage unseres gesamtvölkischen Lebens, und keine rechtliche Entscheidung darf sich zu einem seiner Punkte in Widerspruch setzen.“ 1938 wurde er Inhaber eines ordentlichen Lehrstuhls an der Friedrich-Wilhelms-Universität Berlin. 1940 wurde er Leiter des Jugendrechtsausschusses der Akademie für Deutsches Recht und war ab 1941 mit Friedrich Schaffstein und Franz Wieacker Herausgeber der „Schriften zum Jugendrecht“.
Am 12. und 13. Oktober 1935 fand, unter ihrem Leiter Carl Schmitt, eine Tagung der „Reichsfachgruppe Hochschullehrer“ im Bund Nationalsozialistischer Deutscher Juristen (ab 1936: „Rechtswahrerbund“; auch genannt NS-Juristenbund) statt. Siebert und Ulrich Scheuner votierten, unterstützt von vielen anderen, für folgenden Beschluss gegen die Rechtsgleichheit: „1. Der Rechtsbegriff ‚Mensch‘ im Sinne des § 1 BGB verdeckt und verfälscht die Verschiedenheit der Volksgenossen, Reichsbürger, Juden usw. 2. Das gleiche gilt von dem Begriff ‚natürliche Person‘.“ Die Worte sollten durch völkisch definierte Begriffe ersetzt werden. Diese Forderung wurde kurz vor dem Erlass der Ersten Durchführungsverordnung zum Reichsbürgergesetz am 14. November 1935, der endgültigen Bestimmung des Begriffs „Jude“ gemäß Globkes Vorlagen sowie dem Verbot von „Mischehen“, erhoben. Dies waren Präzisierungen und Verschärfungen der sogenannten Nürnberger Gesetze.
Im August 1937 wurde Siebert zum ordentlichen Professor in Kiel ernannt und gründete im April 1938 das Kieler Institut für Arbeitsrecht. Siebert befand das Arbeitsrecht als „von geradezu entscheidender Bedeutung für den inneren Aufbau des Dritten Reiches“.:S. 102 Im Oktober 1938 erhielt er einen Ruf an die Berliner Universität, dem er folgte.:S. 99
Nach dem Ende des Zweiten Weltkrieges wurde Siebert zunächst Repetitor. Nachdem er 1948 bei in seinem Entnazifizierungsverfahren als „entlastet“ eingestuft wurde, erhielt er 1950 trotz seiner Vergangenheit einen Lehrauftrag an der Universität Göttingen. 1953 wurde er ebenda ordentlicher Professor und Doktorvater des nachmaligen Bundespräsidenten Richard von Weizsäcker. Ab 1957 nahm er einen Lehrstuhl an der Universität Heidelberg ein. Sein heutiger Bekanntheitsgrad liegt in der Mitherausgeberschaft des bekannten BGB-Kommentars Soergel in der Nachkriegszeit begründet. Unter seinem Einfluss wurde der Kommentar von zwei auf sechs Bände erweitert und firmierte für zwei Auflagen unter „Soergel/Siebert“. Auf dem Gebiet des Arbeitsrechts war er mit Hans Galperin einer der ersten Kommentatoren des Betriebsverfassungsgesetzes.
Siebert war Gesellschafter des Verlags „Recht und Wirtschaft“ in Heidelberg, der den Betriebs-Berater und andere Fachliteratur herausgibt.
Siebert verstarb mit nur 54 Jahren am 25. November 1959 in Heidelberg an einem Herzinfarkt.
Siebert gehört dem Historiker Norbert Götz zufolge zu den „furchtbaren Juristen“, die trotz einer aktiven Rolle im Nationalsozialismus in der Bundesrepublik Karriere machten.

## Veröffentlichungen (Auswahl)
- Der strafrechtliche Besitzbegriff, besonders in der Rechtsprechung des Reichsgerichts: akademische Preisschrift. Schletter, Breslau 1928 (Strafrechtliche Abhandlungen; 235) (Zugl.: Halle, Univ., Diss., 1928).
- Das rechtsgeschäftliche Treuhandverhältnis: ein dogmatischer und rechtsvergleichender Beitrag zum allgemeinen Treuhandproblem. Elwert, Marburg 1933 (Arbeiten zum Handels-, Gewerbe- und Landwirtschaftsrecht; 68).
- Verwirkung und Unzulässigkeit der Rechtsausübung: ein rechtsvergleichender Beitrag zur Lehre von den Schranken der privaten Rechte und zur exceptio doli (§§ 226, 242, 826 BGB.), unter besonderer Berücksichtigung des gewerblichen Rechtsschutzes (§ 1 UWG.). Elwert, Marburg 1934 (Arbeiten zum Handels-, Gewerbe- und Landwirtschaftsrecht; 72).
- Vom Wesen des Rechtsmißbrauchs: über die konkrete Gestaltung der Rechte. Junker & Dünnhaupt, Berlin 1935 (Grundfragen der neuen Rechtswissenschaft).
- Das Arbeitsverhältnis in der Ordnung der nationalen Arbeit. Hanseatische Verlagsanstalt, Hamburg 1935 (Der Deutsche Staat der Gegenwart; 18).
- Faschistische und nationalsozialistische Arbeitsverfassung. In: Kieler Blätter (1938), Heft 4, S. 301–320.
- Das deutsche Arbeitsrecht. Hauptwerk und 5 Nachträge, Hamburg 1938–1940.
- Deutsche Jugendgesetze. Bd. 1:  Jugendschutzgesetz (Gesetz über Kinderarbeit und über die Arbeitszeit der Jugendlichen) vom 30. April 1938. Kohlhammer, Stuttgart 1938.
- Das Recht der Familie und die Rechtsstellung des Volksgenossen: systematische Gesetzessammlung mit einer Einleitung, Erläuterungen und einem Anhang: „Die Rechtsstellung des Juden“. Deutscher Rechtsverlag, Berlin 1939.
- Arbeitsverhältnis und Kriegsdienst: Wehrdienst (Wehrmacht und Waffen-SS), Arbeitsdienst, Notdienst, Dienstverpflichtung und Luftschutzdienst in ihren Auswirkungen auf das Arbeitsverhältnis einschließlich der Sozialversicherung; (nach dem Stande vom 1. 6. 1940). Elsner, Berlin u. a. 1940 (Digitalisat).
- Grundzüge des deutschen Jugendrechts. Deutscher Rechtsverlag, Berlin u. a. 1941 (Schriften zum Jugendrecht; 1).
- Das Recht der Arbeit: Systematisch Zusammen der wichtigsten arbeitsrechtlichen Vorschriften. Deutscher Rechtsverlag, Berlin u. a. 1941.
- Die deutsche Arbeitsverfassung. Hanseatische Verlags-Anstalt, Hamburg 1942 (Idee und Ordnung des Reiches).
- Gesellschaftsvertrag und Erbrecht bei der Offenen Handelsgesellschaft. Müller, Karlsruhe 1954 (Juristische Studiengesellschaft Karlsruhe. Schriftenreihe; 13).
- Bürgerliches Gesetzbuch: mit sämtlichen privatrechtlichen Ergänzungsgesetzen. 4. Auflage, Kohlhammer, Stuttgart 1950.